# Dim Mak Records
Dim Mak Records  es una compañía discográfica independiente estadounidense fundada en 1996 por el reconocido músico estadounidense de electrónica: Steve Aoki y que ha diversificado no solamente en la electrónica su música, sino en distintos estilos musicales y géneros.
Los principales géneros más enfocados en la discográfica es el: hip hop, punk rock, indie rock, hardcore punk y la electrónica.

## Algunos artistas de la discográfica
- Bloc Party
- Datarock
- Fischerspooner
- The Rakes
- MSTRKRFT (Death from Above)